# Françoise Vergier
Françoise Vergier, née le 16 avril 1952 à Grignan (France), est une artiste d’art contemporain, peintre, sculptrice, dessinatrice  et céramiste.

## Biographie
Françoise Vergier, née le 16 avril 1952 à Grignan dans la Drôme provençale, est la septième enfant d'une famille de paysans dont elle partage la culture de la nature, qu'elle exprime dans ses œuvres d'art, notamment au travers de son recours à la terre comme matériau et au paysage, qu'elle contemple depuis sa maison-atelier dans la Drôme provençale,,,. Elle vit et travaille à Paris et à Grignan, sa ville natale.
Dans les années 1979, elle effectue une formation d’arts plastiques à Avignon,. Alors qu’elle se trouvait en villégiature dans le jardin botanique de Padoue en Italie, la beauté du lieu provoqua en elle une révélation qui décida son engagement en art.
Elle se fait tout d'abord connaître par une exposition en 1995 au Centre Georges-Pompidou, où elle présente des sculptures de corps féminins en bois de tilleul peint, qu'elle nomme L’Insondable, l’Étrange, la Délicieuse, la Repoussante, à l'instar des caractéristiques données aux femmes par Arthur Rimbaud dans les Lettres du voyant.
En 2004, Carré d'Art, le musée d’art contemporain de Nîmes présente une exposition Le paysage, le foyer, le giron et le champ, consacrée à son travail,.
Elle expose  également dans la Collection moderne et contemporaine du musée de Picardie à Amiens en 2009.

## Pratiques artistiques
Depuis les années 1983, l’artiste pose sa pensée autour de la relation du corps féminin et le paysage, celui qu’elle a en face de son atelier dans la Drôme. Ce rapport se déploie principalement dans le dessin et la sculpture. À ses débuts, elle  choisit  la peinture à l’huile sur bois sculpté et la photographie de paysage. Puis des séries thématiques dessinées à la graphite, au pastel sec, au fusain et au lavis scandent les diverses productions sur papier au fil du temps. Des objets aussi, de petites tailles et intimistes  à portée symbolique, poétique et surréaliste dressent de petits autels dédiés aux évènements autobiographiques ou liés à l’actualité. Des sculptures de corps féminin grandeur nature, taillées dans le bois (notamment le bois de tilleul) ou moulées abordent le grand format dès les années 1990. La pratique se développe par l’utilisation de divers matériaux comme le bois, la céramique, le verre, voire l’acier et même le plâtre. Des objets trouvés et choisis  sont  parfois intégrés ou insérés tant sur des bas-reliefs que sur les sculptures. L’emploi libre des matériaux et des médiums n’obéit à aucune règle, les uns et les autres  peuvent se traverser pour donner de nouvelles formes que l’on pourrait qualifier d’hybrides.

## Réception
La presse accueille le travail de Françoise Vergier de façon très positive, en soulignant son originalité.
Selon Le Monde, l'artiste pourrait être qualifiée de « féticheuse », le fétiche étant l'objet au pouvoir magique, avec « les amulettes de la mort » par exemple ou les « mannequins grandeur nature » exposés au centre Georges Pompidou par l'artiste.
De même, Le Monde souligne la volupté des figures charnelles de Françoise Vergier : « La surface des sculptures appelle si fortement la caresse qu'il faut se retenir de porter la main sur les œuvres ».

## Quelques œuvres
- Oui c'est la guerre pour ce qui n'a pas de prix, 2018, résine peinte, bois peint, dés colorés en bois, 46 x 36 x 10 cm
- Le géranium rouge de colère, 2017, fusain, pastel sur papier, 75 x 55,5 cm
- La déesse du printemps, 2015-2016, terre cuite émaillée, perles, fil acier, laiton, 73 x 66 x 66 cm
- La respiration du monde, 2016, dessin sur papier, gouache, pastel, fusain, 181 x 155 cm
- Empare toi de la place, 2014, dessin sur papier, gouache, pastel, fusain, craie, 53 x 71 cm
- La fille au soutien gorge bleu, 2013, gouache, pastel, craie, fusain, 113,5 x 129,5 cm
- Leslie panse ses hanches, 2011, tirage 1/5, moulage Thomas Plasschaert, plâtre patiné, dorure à la feuille d'or, 112 x 65 x 85 cm
- Si la ville la campagne l'animal, 2010, lavis, graphite, gouache, 70 x 55 x 5 cm
- La Grande Déesse, 2000-2008, fusain sur rouleau de papier, 130 x 300 cm,
- Terre cuite émaillée peinte 43 x 47 x 20 cm
- La pérégrination des âmes, 2007, 6 têtes en terre cuite dont 1 émaillée, étoffes, bibelots, portique en bois peint, 200 x 125 x 125 cm
- Tu as, 2001-2002, verre soufflé, terre cuite émaillée, 35 x 32 x 23 cm

## Principales expositions
Le travail de Françoise Vergier a fait l'objet de nombreuses expositions.

### Expositions personnelles (sélection)
- Paysages épaulés, CAC, Saint-Restitut
- 2001 « La ceinture de ma mère », Galerie Papillon-Fiat, Paris
- 2004 Pied à terre, terre de feu, feu follet…, Galerie Papillon, Paris
- 2007 Conversation avec une âme défunte, Galerie Papillon, Paris[1],[6]
- 2008 Sur la terre comme dans le paysage 1, Beauvais
- 2011 Picasso m’a mordue, Galerie Papillon, Paris
- 2012 Je suis montagne, Galerie Municipale J. Collet, Vitry-sur-Seine
- 2014-2015 La fille au soutien gorge bleu, Galerie Papillon, Paris
- 2016 Le printemps, ça revient toujours, CAC Saint-Restitut
- 2018 Donner à voir, Château d'Alba-la-Romaine

### Expositions rétrospectives
- 1996 « …oui j’ai dit oui, je veux bien dire oui » Centre Georges Pompidou[13],[14].
- 2004 « Le paysage, le foyer, le giron et le champ » Carré d'art Nîmes[11].

### Expositions collectives (sélection)
- 2010
  - L’art selon Elles, Espace culturel les Dominicaines, Pont-l'Évêque
  - Panorama de la sculpture contemporaine, musée Issoudun
  - Voir Eurydice, Galerie Pascale Guillon, Tavel
- 2011
  - Festival Apart, Château de Roussan, Saint Rémy de Provence
  - Ainsi soit-il, Collection A de Galbert, musée des Beaux-Arts de Lyon
  - Sculpture’Elles, Musée des années 30, Boulogne-Billancourt
  - Sur mesure, Musée Réattu, Arles
- 2012
  - The Hidden mother, Atelier Rouart, Paris
  - Perturbations, Arts décoratifs du musée Fabre, Montpellier
  - ACTE V, Musée Réattu, Arles
- 2013
  - un plus un égale un, Espace d’art, Grignan
  - Sculptrices, Villa Datris Fondation Villa Datris, L'Isle-sur-la-Sorgue
  - Avoir 10 + 1, CAC Saint-Restitut
  - Ex Voto, Galerie Frédéric Moisan, Paris
- 2014 Le mur, La Maison rouge, Paris
- 2014-2015 Quatorze, CAC, Saint-Restitut
- 2015 À bruit secret, Pavillon Vendôme, Aix-en-Provence
- 198920072016, Galerie Papillon
- 2016  « Céramix, de Rodin à Schütte »[15], La Maison rouge, Sèvres
- L’Or, MUCEM, Marseille
- 2018 Propositions Inédites2, Item Editions Paris
- 2019 A rose for mum, Galerie Maïa Muller, Paris
- 2020 Propositions Inédites2, Item Editions Paris, Galerie Eric Linard, La Garde-Adhémar

## Filmographie
- 1995 …oui j’ai dit qui je veux bien Oui, avec Brigitte Cornand
- 1996 À L’Horizontale, 6 min

## Commandes publiques
- 1991 : Corambé, Parc de la Maison de George Sand, Nohant-Vic
- 1992 : Une Boîte à Correspondance, éditée par la Caisse des Monuments historiques et des Sites
- 1996 : Le Jardin Sévigné, Jardin de buis, Tricentenaire de la mort de la Marquise de Sévigné, Grignan, Sculpture végétale
- 1997 : Un Service à Thé pour les ambassades françaises à l’étranger, commande du Ministère des Affaires étrangères / RMN / Direction générale de la Création artistique / AFAA, éditions Tables d’art, Porcelaine de Limoges, Table d’art RMN, Haviland & Parlon
- 2005 : Un pot-pourri : Le triomphe de Flor, éditions pour la Manufacture de Sèvres, 5 exemplaires, 1 exemplaire d’artiste

## Publications

### Monographie
- 1985 : L’Y, Fonds régional d’art contemporain, Bordeaux, Françoise Vergier et la contribution de Catherine Strasser
- 1995 :  … oui j’ai dit oui je veux bien Oui, Centre Georges Pompidou, Paris, Contributions de François Barré, Catherine Grenier, Séraphin des Pardes.
- 2004 : Le Paysage, le foyer, le giron et le champ, Carré d'art, Nîmes, éd. Actes Sud et Carré d'art, Contributions de Nadeije Laneyrie-Dagen.
- 2012 : Je suis montagne, Galerie municipale Jean-Collet, Vitry-sur-Seine, contributions de Françoise Vergier, Catherine Viollet, Jean-Michel Albérola

### Éditions d'artiste
- 1983 : Les Prémices de l'Aller Simple et les années qui précèdent, Le Havre
- 1984 :  La Pensée qui avance, vers l’image poétique, Le Havre
- 1985 :
  - Quatre lettres de Françoise Vergier à Bernard Marcadé à propos de l’exposition "Histoires de sculpture", Le Havre
  -  La Question du Paysage comme image Intermédiaire ou l’Igrecque, Le Havre
- 1986 :
  - Trois lettres de Françoise Vergier à Rudi Fuchs à propos d’un voyage d’Amsterdam à Venise, Le Havre
  -  L'Effet de la Conjonction de Coordination ou l’Y, Le Havre